# 蒂尼 (歌手)
瑪蒂娜·亞歷杭德拉·斯托賽爾·穆斯萊拉（1997年3月21日—），或稱瑪蒂娜·斯托賽爾（Martina Stoessel，西班牙語：[ˈtini estoˈesel]），藝名蒂尼（Tini），是一名阿根廷演員、歌手、作曲家、舞者，及模特兒。她從阿根廷兒童電視劇《醜小鴨》開始她的職業生涯。在她十幾歲時，因為飾演迪士尼拉美頻道原創電視劇《音樂情人夢》的主角薇歐蕾塔·卡斯提而大為提高知名度。她在國際上藉著《音樂情人夢》取得了巨大的成功，讓她與好萊塢唱片簽了唱片合約，並在她的新藝名「TINI」下發布個人專輯。
斯托賽爾的首張個人錄音室專輯《蒂尼》在發行不到兩個月的時間裡，全球銷量超過十萬張，在阿根廷達到了第一，在數個歐洲國家也進到了前十。2018年，在她發布數支登上阿根廷熱門100前十名的歌後，她發行了專輯《我想回來》。兩張專輯都獲得阿根廷音像製品協會（CAPIF）的黃金認證。2020年，斯托賽爾發行她的第三張專輯《蒂尼蒂尼蒂尼》，數位版本在阿根廷賣出超過50萬張，同時獲得協會的兩個鑽石認證。
斯托賽爾的榮譽包括兩座Gardel Awards、七座Premios Quiero Awards、一座阿根廷兒童選擇獎、一座哥倫比亞兒童選擇獎、兩座Bravo Otto Awards、兩座Martín Fierro Awards、一座阿根廷告示牌、一座MTV千禧年獎，及數次提名MTV歐洲音樂大獎、MTV EMA Seville，與Heat Latin Music Awards。2019年斯托賽爾被稱作阿根廷十位最有影響力的女人之一，她也是阿根廷唯一一位九次在月神公園體育場舉辦演唱會且售罄的歌手。2020年，她被提名為阿根廷告示牌年度歌手與Spotify阿根廷歌手#1。

## 生活及演藝經歷

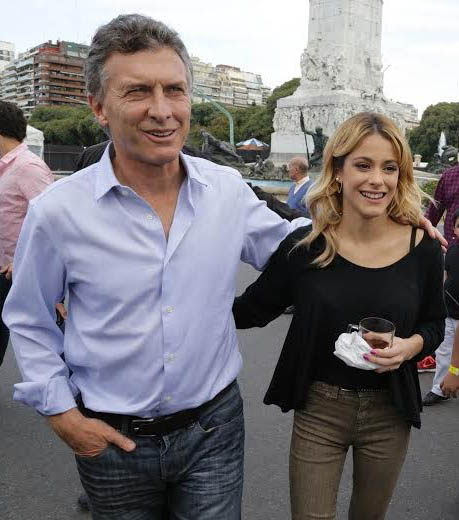
斯托塞尔与時任布宜诺斯艾利斯市长毛里西奧·馬克里的合影，摄于2014年5月

### 1997–2011：早期生活和演藝起始
玛蒂娜·斯托賽爾出生于阿根廷首都布宜诺斯艾利斯。她是导演及制片人阿勒汉多·斯托塞尔（Alejandro Stoessel）和玛莉阿娜·穆丝勒拉（Mariana Muzlera）的女儿，她还有和她差一歲的大哥弗朗西斯科（Francisco）。她从小就在布宜諾斯艾利斯接受艺术训练，学习范围包括歌唱、钢琴、音乐喜剧、音乐剧和舞蹈。斯托賽爾在兩所雙語學校Colegio San Marcos及Colegio Martín y Omar de San Isidro接受教育。
2007年她参演了阿根廷青少年题材新作短剧《丑小鸭》的第1季，扮演与自己同名的角色瑪蒂娜，是剧中人物费托·贝纳第（Fito Bernardi）的助手之一。除此之外，她还在这部剧中出演了多个小角色，如剧中一名叫做安娜（Anna）的小孩，以及在同一部剧回憶集中勒安多（Leandro）在林中见到的一位朋友。
2011年，她參與演唱山农·桑德斯所作歌曲〈流光闪耀〉（The Glow）的西班牙语版，〈你的光耀〉，收录于专辑《迪斯尼公主：童话歌谣》（Disney Princess: Fairy Tale Songs）中。她在2011年12月31日的迪斯尼拉美频道2011年年末庆典上演唱了这首歌曲，后來再被收录進该届庆典相关专辑中，并于次年3月发售。

### 2012–2014：《音樂情人夢》的突破

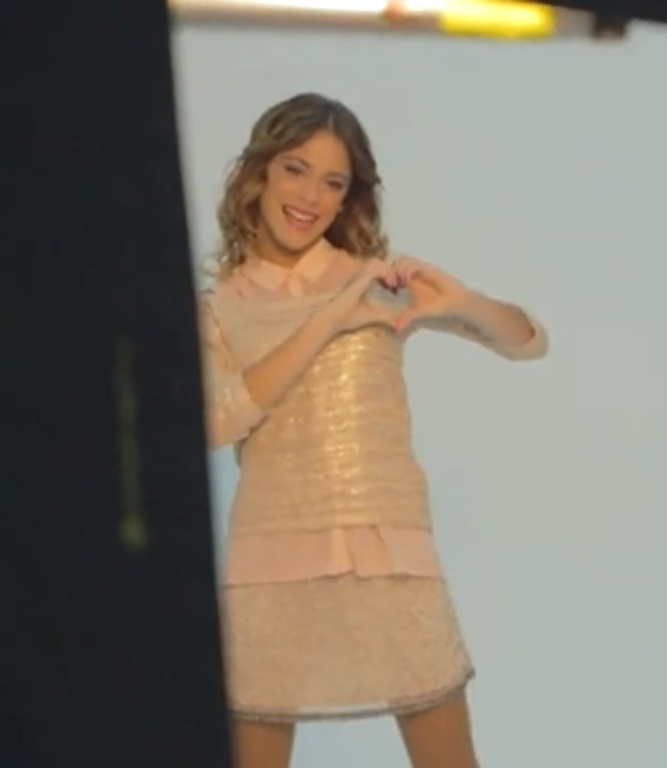
斯托賽爾2013年時拍攝音樂情人夢第二季

斯托賽爾的父親向迪士尼頻道展示了一個不相關的項目後，斯托賽爾被通知試鏡迪士尼一部即將開拍的電視劇。在通過一連串密集的選角後，2011年年底她獲得該劇的一個重要角色，也就是由迪士尼拉美頻道與迪士尼頻道歐洲分部、東歐分部、中东分部，及非洲分部联合制作的青少年電視劇音樂情人夢中的標題角色，薇歐蕾塔·卡斯提。該劇第一季2012年布宜諾斯艾利斯在開拍，她在正式播出前的2012年4月5日演唱了片頭曲〈在我的世界中〉（En mi mundo），以及这首歌曲的意大利语版〈Nel mio mondo〉和英语版〈In My Own World〉。兩首歌都同時透過網飛作為劇集主題曲放送於義大利、英國，及美國 。斯托塞尔因為飾演這個角色在2012年獲頒阿根廷兒童選擇獎「新進女藝人」獎 ，也同時獲提名為尼克频道儿童选择奖「最受歡迎的拉丁藝人」。

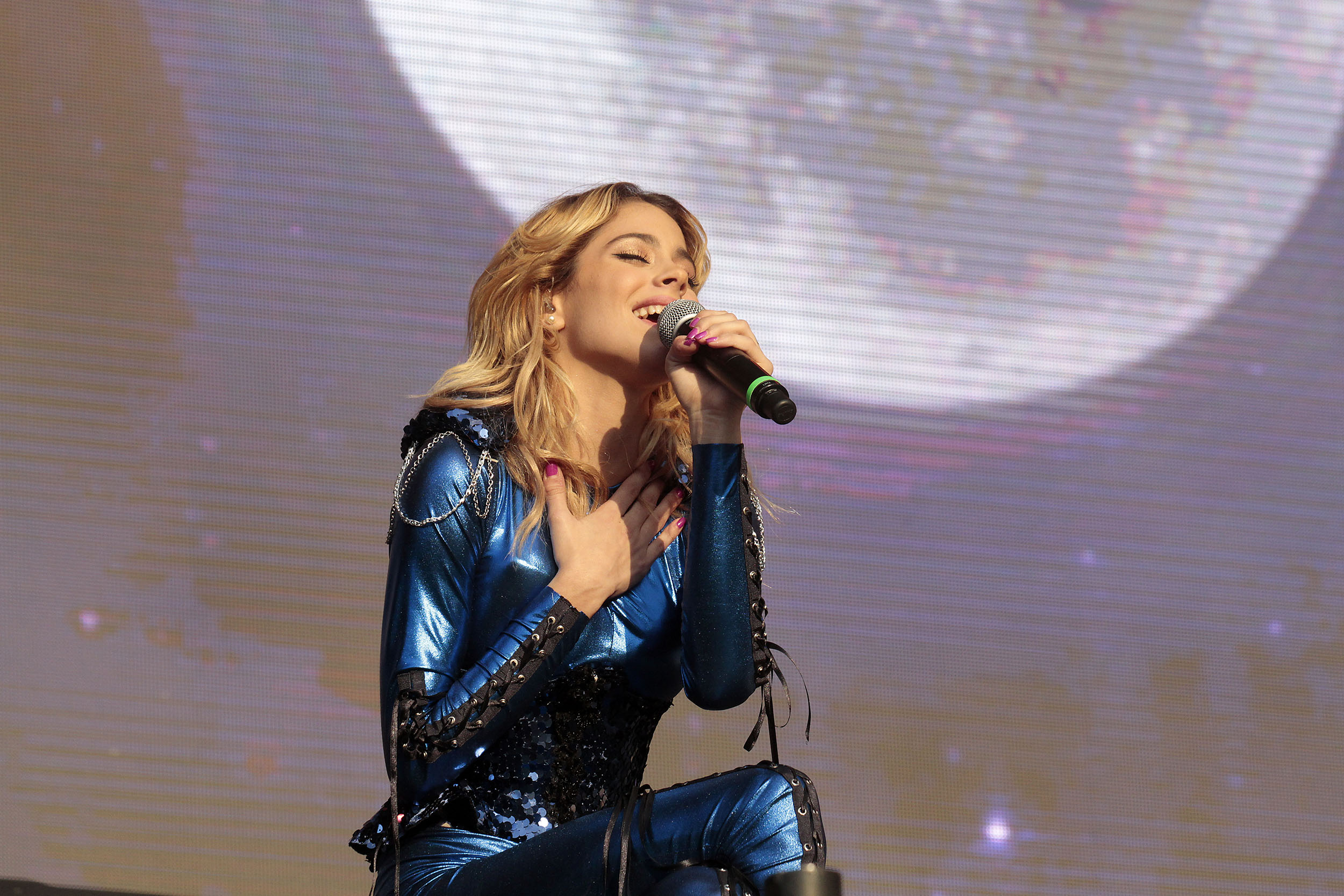
斯托賽爾2014年5月在布宜諾斯艾利斯共和國方案上表演

2013年她為迪士尼電影《冰雪奇缘》演唱片尾曲〈放開手〉的西班牙语版〈我自由了〉（Libre soy）和義大利语版〈All'Alba sorgerò〉。她還参演了迪斯尼拉美区剧集《The U-Mix Show》和《Disney Planet》。 2014年時，斯托賽爾為迪士尼動畫電影怪獸大學義大利語版的配角配音。
2013年8月10日，斯托塞尔宣布，在参演《音樂情人夢》一剧之余，她还将参与联合国儿童基金会出品的慈善主题剧集《孩子们的太阳》（Un sol para los chicos），并在里面演唱歌曲〈变得更好〉（Ser mejor）和〈在我的世界中〉。2014年5月，斯托賽爾出版她的第一本書，她合著的自傳《單純的蒂尼》（Simplemente Tini），內容記敘她在國際間的成名之路。同一個月，斯托賽爾出席演唱由布宜諾斯艾利斯市政府在卡塔麥格納和四個地區紀念碑附近舉辦的《照顧好地球》（Cuidemos el planeta）免費演唱會。2014年9月，她出席方濟各教宗召集於羅馬奧林匹克體育場的慈善足球比賽《Partido Interreligioso por la Paz》，演唱〈在我的世界裡〉義大利語版和約翰·藍儂的歌〈想像〉。
斯托賽爾及其他《音樂情人夢》的演員在舉行世界巡迴演出《Violetta en Vivo》（2013-2014）與《Violetta Live》（2015）的期間，總共賣出超過四百個場次的音樂會。在《Violetta en Vivo》的期間，他們拍攝紀錄片《Violetta： La emoción del concierto》（也稱作《Violetta en Vivo》或《Violetta： en Concierto》） ，在全球票房總合達到$506,052。斯托賽爾也總共為音樂情人夢錄製八張大獲成功的原聲帶專輯： 《音樂情人夢》、《Cantar es lo que soy》（2012）、《La Música es Mi Mundo》、《Hoy somos más》、《Violetta en Vivo》（2013）、《Violetta en Concierto》、《Gira mi canción》（2014），和《Crecimos juntos》（2015）。這些專輯在阿根廷和一些歐洲國家的排行榜中進入前十名，也獲頒多個獎項及音樂唱片銷售認證。

### 2015–2017：個人唱片與電影發行
斯托塞爾和音樂情人夢的一些演員藉著《音樂情人夢》最後一次國際巡演的空檔拍攝電影《蒂尼:薇歐蕾塔的新生活》。製作於2015年10月7日開始，並在2015年12月中旬結束，預告片在2015年12月下旬發布。電影在多個國家拍攝，包括意大利西西里島、西班牙馬德里和加的斯，和阿根廷布宜諾斯艾利斯。這部電影在拉丁美洲和歐洲的多個國家發行，在阿根廷它原定於2016年7月14日發行，但提前到2016年6月2日發行。2015年8月21日，斯托塞爾宣布和好萊塢唱片公司簽署了一項唱片合約，以新的藝名「TINI」（蒂尼，全部大寫）來發行她自己的個人專輯。 

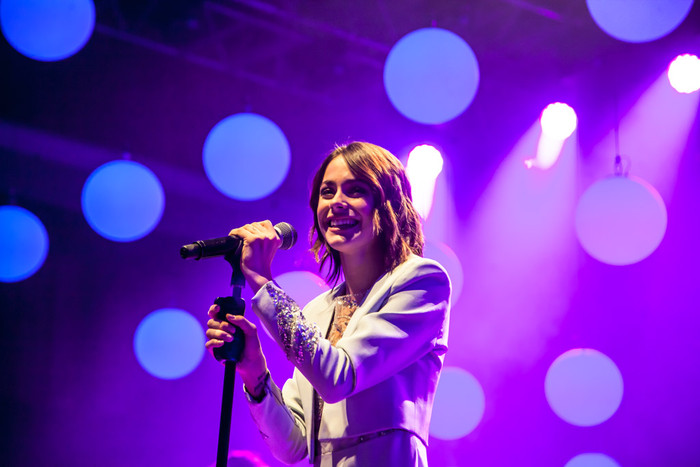
斯托塞爾2016年在布宜諾斯艾利斯藝術之都演出

2016年1月到2016年3月上旬，斯托塞爾在加利福尼亞州洛杉矶錄製她的首張專輯《蒂尼》，並在2016年4月29日同時以數位和實體形式在全球發行；裡面包含兩片光碟：一張《蒂尼：薇歐蕾塔的新生活》的原聲帶和斯托賽爾的西語與英語個人專輯。她宣布〈你會永遠閃耀〉（Siempre Brillarás）將成為宣傳《蒂尼：薇歐蕾塔的新生活》的主打單曲。這首歌於2016年3月25日通過預購她的首張專輯提供給粉絲。這首歌也以英文錄製，並以〈生來閃耀〉（Born to Shine）的名字發行。〈你會永遠閃耀〉的音樂錄影帶包含《蒂尼：薇歐蕾塔的新生活的片段，並於2016年3月25日發布。原聲帶的第二支宣傳單曲〈Losing the Love〉的音樂錄影帶於2016年5月6日發布，其中包含電影片段。斯托賽爾2016年6月12日在布宜諾斯艾利斯的藝術之都（La Usina del Arte）以個人歌手的身分首次演唱她首張專輯中的歌曲，演唱會全程拍攝並於2016年8月22日至28日在她的官方YouTube頻道上播出。2016年6月24日，斯托塞爾發行她的第一支個人單曲〈Great Escape〉以及西班牙語版的歌曲〈Yo Me Escapare〉。〈Great Escape〉的音樂錄影帶在布宜諾斯艾利斯拍攝，隨後於2016年7月8日發布。
2016年10月14日，斯托賽爾發行她首張專輯的豪華版，裡面包括〈Yo Me Escapare〉和西班牙語版本的歌曲〈讓我開始〉（Got Me Started），以及與哥倫比亞歌手賽巴斯汀・亞德拉合作的〈沒有人能阻止我們〉（Ya No Hay Nadie Que Nos Pare）。〈讓我開始〉的音樂錄影帶於2016年12月8日發布，而〈沒有人能阻止我們〉的音樂錄影帶則於2017年1月19日發布。斯托塞爾的第三支個人單曲〈如果你離開了〉（Si Tú Te Vas）以及這首歌的音樂錄影帶發布2017年5月5日。2017年3月18日，斯托塞爾開始了她的第一次個人巡迴演唱會《讓我開始巡迴演唱會》（Got Me Started Tour）在歐洲開始，然後最後到拉丁美洲。2017年夏天，斯托塞爾客串出演迪士尼拉丁美洲頻道電視連續劇《我是露娜》第二季的兩集。6月，斯托塞爾與西班牙歌手大衛·比茲伯合作客串《泰德·瓊斯：英雄歸來》電影原聲帶中的歌曲〈Todo Es Posible〉。7月，斯托賽爾客串凡普斯樂團的第三張錄音室專輯《凡普斯》中的歌〈It's a Lie〉。她還和其他藝人與和平之聲基金會（Voz Por La Paz）贊助人歐迪諾·法奇亞（Odino Faccia）一起演唱由前美國總統巴拉克·奧巴馬創作的世界和平頌歌〈Somos El Cambio〉，首演於前一年的「拉巴斯紅之聲」（Red Voz Por La Paz）典禮上。

### 2017–2019：《我想回來》與《阿根廷之聲》

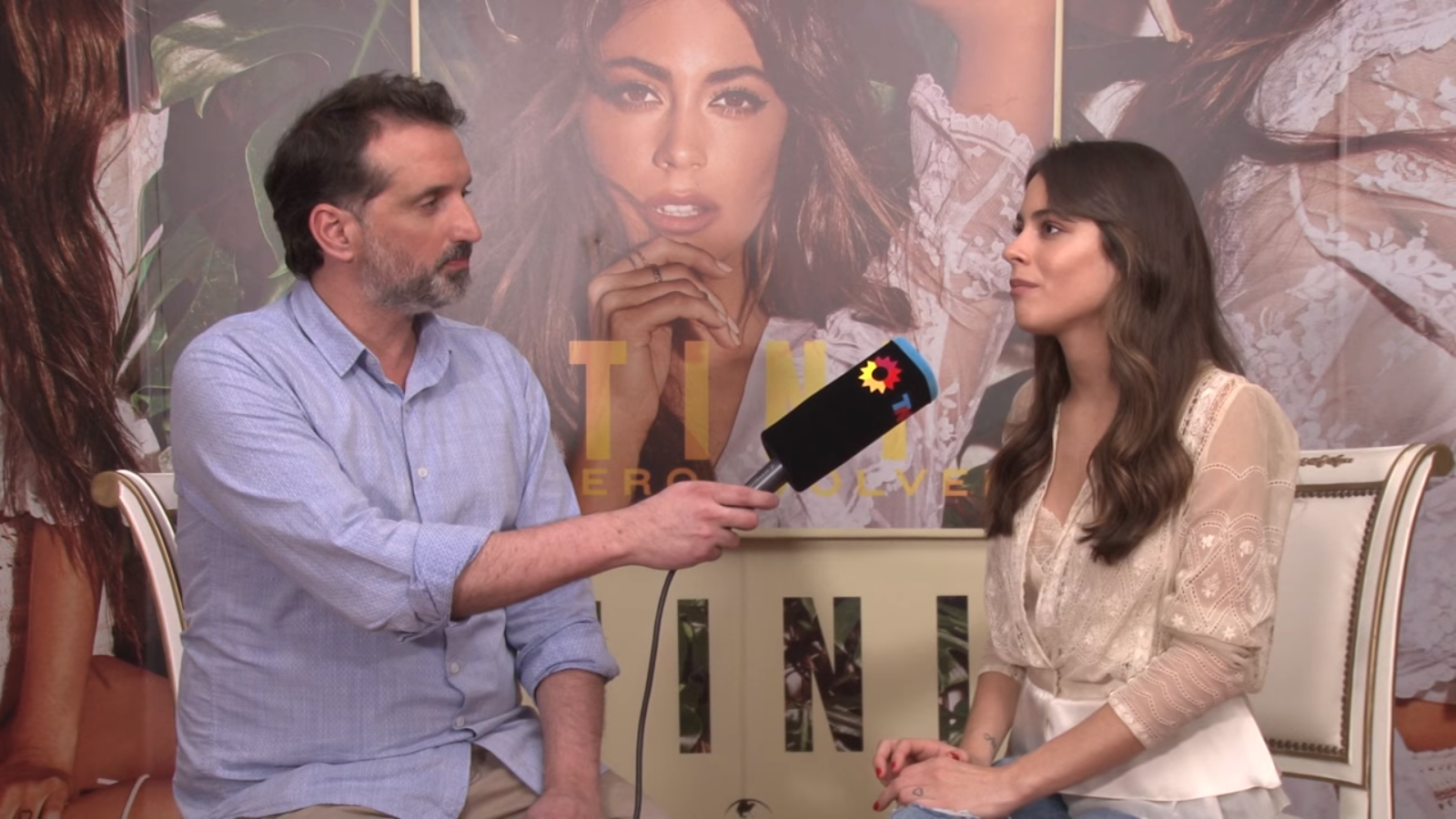
2018年斯托賽爾與TN電視臺的採訪

斯托賽爾第二張專輯《我想回來》發行於2018年10月12日。斯托賽爾與委內瑞拉歌手納丘的合作新曲〈越來越愛你〉（Te Quiero Más）於2017年10月13日做為專輯首發單曲發布。2017年12月，斯托賽爾以客串身分演出電視劇《星星》的一集，她還錄製了馬克斯·施耐德〈Lights Down Low〉的重混版本〈Latin Mix〉。2018年4月6日，斯托賽爾與Karol G的對唱新歌〈公主〉（Princesa）作為第二張專輯的第二首歌發行，這支單曲後來成為她第一首成為阿根廷排行榜冠軍的單曲。2018年6月22日，斯托賽爾發行第二張專輯的第三首單曲〈愛的忠告〉（Consejo de Amor） ，由哥倫比亞民謠搖滾樂團莫拉特客串演唱。2018年7月26日，斯托賽爾與佛羅·里達客串艾拉羅熱門單曲〈La Cintura〉的重混版本。2018年8月3日，斯托賽爾與賽巴斯汀・亞德拉對唱專輯的標題單曲〈我想回來〉（Quiero Volver）作為第二張專輯的第四首單曲。2018年8月24日，斯托賽爾與哥倫比亞歌手葛萊西客串西班牙歌手愛塔娜・奧卡尼亞與安娜・圭拉的歌〈壞的〉的重混版本。2018年9月，斯托賽爾宣布她的第二次巡迴演唱會《我想回來》將於2018年12月13日在布宜諾斯艾利斯的月神公園體育場開場。2018年11月2日，斯托賽爾釋出第二張專輯的第五首單曲，與卡利丹迪合作的歌曲〈為什麼你要離開〉（Por Que Te Vas）。同一個月，她與切爾斯·格里米斯、傑伊·科爾特斯客串喬納斯·布魯發行專輯《Blue》的歌〈Wild〉，並作為單曲在2019年2月發行。
2018年8月，《阿根廷之聲》宣布斯托賽爾將擔任第二季選秀節目的導師，她因此成為《The Voice》系列各版本中最年輕的導師。斯托賽爾還為西班牙語版《醜娃娃大冒險》中的角色莫西 （Moxy） 配音，電影發行在2019年5月發行。

### 2019–2020：《蒂尼蒂尼蒂尼》與電視節目
斯托賽爾與葛萊西的合作歌曲〈22〉在2019年5月3日成為她第三張專輯的首發單曲 。這首歌最佳時排到阿根廷熱門100的第八名，這也是她第一次在這個排名中進到前十名。6月14日，斯托賽爾客串瑞典 DJ Alesso的歌曲〈悲傷的歌〉（Sad Song）。7月26日，她第三張專輯的第二首歌曲〈放下你的頭髮〉（Suéltate El Pelo）發布。 9月6日，她與哥倫比亞歌手拉洛·埃布拉特的新合作單曲〈草莓〉（Fresa）作為她第三張專輯的第三首歌曲發布，這首歌最佳時排到阿根廷熱門100的第三名，這也是她第一次在這個排名中進到前五名。10月11日她與賽巴斯汀·亞德拉對唱的歌曲〈聽〉（Oye）做為她第三張專輯的第四首單曲發布，這首歌佔據阿根廷熱門100的第三名，讓她在短期內連續有兩首歌去進入前五名。2020年1月10日，斯托賽爾與委內瑞拉二人組合毛和瑞奇合作發布她第三專輯的第五首單曲〈我記得〉（Recuerdo）。3月25日，她與哥倫比亞製作人鼓上的奧維（Ovy on the Drums）合作發行單曲〈不要再給我打電話〉（Ya no me llames）。斯托賽爾在6月5日與荷蘭 DJ 與製作人R3hab、墨西哥搖滾流行樂團雷克樂團合作發布單曲〈我需要你〉（Bésame）。7月15日，斯托賽爾與Khea合作發布她第三張專輯的第六首單曲〈她說〉（Ella Dice）。這首歌最佳時達到阿根廷熱門100的第四名，讓她第三次進入前五名。9月3日，斯托賽爾與靛藍蘿拉參與演唱瑪麗亞·貝塞拉〈High〉的重混版本，這首歌佔據阿根廷熱門100的第二名，讓她第四度進入前五名。9月24日，斯托賽爾發行了與陷阱音樂家John C合作的〈痛〉（Duele），作為她第三張專輯的第七首單曲，這首歌最佳時達到阿根廷熱門100的第十名，讓她六度進入前十名。10月29日，斯托塞爾與亞雷漢德羅·桑斯合作單曲〈馬德里之吻〉（Un Beso en Madrid），這是她第三張專輯的第八首單曲。11月16日，斯托賽爾公布她的第三張專輯名稱為《蒂尼蒂尼蒂尼》，且會在同年12月3日公開發行。專輯發行的當天，斯托賽爾發布第九首單曲〈我會忘了你〉（Te Olvidaré）。12月6日，斯托賽爾在她的線上演唱會《蒂尼蒂尼蒂尼現場版》（Tini Tini Tini Live）唱了幾首第三張專輯裡的單曲。
2019年5月，斯托賽爾被宣布將擔任實境才藝秀《Pequeños Gigantes Argentina》的評審 。一年後，她與Youtube合作發布了分為兩部分的紀錄片《蒂尼我想回來巡迴演唱會》（Tini Quiero Volver Tour），發布於2020年5月20日。紀錄片內容包括《我想回來巡回演唱會》的演唱會紀錄及幕後花絮，還追蹤她在巡演途中的幕後生活。2020年十月，斯托賽爾擔任《The Voice》系列西班牙版本西班牙之聲第七季的導師助教。

### 2021–現今：即將發行的第四張專輯
斯托賽爾即將發布的第四張專輯首發單曲，她和瑪麗亞·貝塞拉的合作歌曲〈對我撒謊〉（Miénteme），發布於2021年4月29日。這首歌在阿根廷熱門100衝到第一位，成為她第一次在該排名上拿到第一。兩個月後，她的另一首歌曲再度獲得名次。6月21日，斯托賽爾與MYA的重混版本單曲〈2:50〉達到該表的第三位。2021年6月，她接受時尚雜誌虛榮青年的專訪，回顧她及作為女性對現今社會上的影響。2021年7月2日，斯托賽爾與歌手靛藍蘿拉、貝琳達合作的新曲〈學校的女孩〉（La Niña de la Escuela）發布於靛藍蘿拉的專輯〈女孩〉（La Niña）。她也參演了由成龍執導的中國歷史文藝片我的日記，但是上映的時間還尚未公布。

## 個人生活
斯托賽爾與她的家庭住在布宜諾斯艾利斯郊區的聖伊西德羅。她會講西班牙語（母語）、義大利語及英語。2016年11月17日，斯托賽爾在舉辦於布宜諾斯艾利斯的「拉巴斯紅之聲」（Red voz por la paz）典禮上由人權護衛者阿道弗·佩雷斯·埃斯基維爾及瓜地馬拉政治運動家里戈韋塔·曼朱授予世界和平榮譽大使。

## 影視作品
| 年分 | 標題                                | 角色              | 備註                                         |
| ---- | ----------------------------------- | ----------------- | -------------------------------------------- |
| 2013 | 怪獸大學                            | Carrie Williams   | 義大利語版配音                               |
| 2014 | Violetta： La emoción del concierto | 她自己 / 薇歐蕾塔 | 演唱會作品                                   |
| 2015 | Violetta： The Journey              | 她自己 / 薇歐蕾塔 | 電視電影；紀錄片                             |
| 2016 | 蒂尼:薇歐蕾塔的新生活               | 蒂尼              | 電影；名字薇歐蕾塔沒被列在最後的演職人員表中 |
| 2019 | 醜娃娃大冒險                        | 莫西              | 西班牙語配音                                 |
| 2021 | 我的日記                            |                   |                                              |

| 年分    | 標題                        | 角色                              | 備註                           |
| ------- | --------------------------- | --------------------------------- | ------------------------------ |
| 2007    | 醜小鴨                      | 瑪蒂娜（Martina）/年輕的安娜（Anna）（回憶） | 第一季                         |
| 2012–15 | 音樂情人夢                  | 薇歐蕾塔·卡斯提                   | 主演；迪士尼拉美頻道原創電視劇 |
| 2017    | 我是露娜                    | 她自己                            | 客串                           |
| 2017    | 星星                        | 她自己                            | 客串                           |
| 2018    | 阿根廷之聲                  | 她自己 / 評審                     | 第二季                         |
| 2019    | Pequeños Gigantes Argentina | 她自己 / 評審                     |                                |
| 2020    | 蒂尼： 我想回來巡迴演唱會   | 她自己                            | YouTube電視紀錄片              |
| 2020    | 西班牙之聲                  | 她自己 / 客座導師                 | 第七季                         |

## 巡迴演出
- 《音樂情人夢現場演唱會》（2013–14）
- 《音樂情人夢現場版》（2015）
- 《讓我開始巡迴演唱會》（2017–18）
- 《我想回來巡迴演唱會（英语：Quiero Volver Tour）》（2018–20）

## 獲獎及提名
| 年份 | 典禮                         | 獎項                         | 獲提名                                         | 結果 | 參考文獻        |
| ---- | ---------------------------- | ---------------------------- | ---------------------------------------------- | ---- | --------------- |
| 2012 | 阿根廷兒童選擇獎             | 新進女演員獎                 | 《音樂情人夢》                                 | 獲獎 | [ 17 ]          |
| 2013 | 阿根廷兒童選擇獎             | 最受歡迎電視女演員           | 《音樂情人夢》                                 | 提名 | [ 17 ]          |
| 2013 | 尼克频道儿童选择奖           | 最受歡迎拉丁藝人             | 《音樂情人夢》                                 | 提名 | [ 106 ]         |
| 2013 | Martín Fierro Awards         | 新進女演員                   | 《音樂情人夢》                                 | 獲獎 | [ 107 ]         |
| 2013 | Gardel Awards                | 最佳電影與電視原聲帶專輯     | 《音樂情人夢》                                 | 獲獎 | [ 108 ]         |
| 2014 | 哥倫比亞兒童選擇獎           | 新進女演員                   | 《音樂情人夢》                                 | 獲獎 |                 |
| 2016 | MTV歐洲音樂大獎              | Best Latin America South Act | 她本人                                         | 提名 | [ 109 ] [ 110 ] |
| 2016 | Bravo Otto                   | 最佳電視女星                 | 她本人                                         | 獲獎 | [ 111 ]         |
| 2016 | Premios Quiero               | 最佳女歌手音樂錄影帶         | 〈你會永遠閃耀〉                               | 提名 | [ 111 ]         |
| 2016 | Premios Quiero               | 最佳Instagram音樂家          | 她本人                                         | 獲獎 | [ 112 ]         |
| 2017 | Bravo Otto                   | 超級女歌手                   | 她本人                                         | 獲獎 | [ 112 ]         |
| 2017 | Heat Latin Music Awards      | 最佳南方藝人                 | 她本人                                         | 提名 | [ 113 ]         |
| 2017 | Premios Quiero               | 最佳女歌手音樂錄影帶         | 〈如果你離開了〉                               | 獲獎 |                 |
| 2017 | Premios Quiero               | 最佳流行音樂錄影帶           | 〈Ya no hay nadie que nos pare〉               | 提名 | [ 112 ]         |
| 2017 | Premios Quiero               | 最佳導演音樂錄影帶           | 〈如果你離開了〉                               | 提名 |                 |
| 2017 | Premios Quiero               | 最佳Youtube頻道              | 她本人                                         | 獲獎 |                 |
| 2018 | Martín Fierro Digital Awards | 最佳音樂藝人                 | 她本人                                         | 獲獎 | [ 114 ]         |
| 2018 | Premios Quiero               | 最佳女歌手音樂錄影帶         | 〈公主〉                                       | 提名 |                 |
| 2018 | Premios Quiero               | 最佳旋律音樂錄影帶           | 〈愛的忠告〉                                   | 提名 |                 |
| 2018 | Premios Quiero               | 最佳編舞音樂錄影帶           | 〈公主〉                                       | 獲獎 |                 |
| 2018 | Premios Quiero               | 最佳Youtube頻道              | 她本人                                         | 提名 |                 |
| 2018 | MTV千禧年獎                  | 最佳阿根廷藝人               | 她本人                                         | 獲獎 | [ 115 ]         |
| 2019 | Gardel Awards                | 最佳女流行音樂專輯           | 《我想回來》                                   | 提名 | [ 116 ]         |
| 2019 | MTV EMA Seville              | 最受歡迎拉丁藝人             | 她本人                                         | 提名 | [ 117 ]         |
| 2019 | Premios Quiero               | 最佳女流行音樂錄影帶         | 〈22〉                                         | 獲獎 |                 |
| 2019 | Premios Quiero               | Best Extraordinary Encounter | 〈為什麼你要離開〉                             | 提名 |                 |
| 2019 | Premios Quiero               | 最佳Youtube頻道              | 她本人                                         | 提名 |                 |
| 2019 | Premios Quiero               | 年度最佳音樂錄影帶           | 〈22〉                                         | 獲獎 |                 |
| 2019 | Billboard Awards Argentina   | 年度藝人                     | 她本人                                         | 獲獎 | [ 118 ]         |
| 2020 | MTV歐洲音樂大獎              | 最佳南方藝人                 | 她本人                                         | 提名 | [ 119 ]         |
| 2020 | Premios Quiero               | 年度最佳音樂錄影帶           | 〈她說〉                                       | 提名 | [ 120 ]         |
| 2020 | Premios Quiero               | Best Extraordinary Encounter | 〈她說〉                                       | 獲獎 | [ 120 ]         |
| 2020 | Premios Quiero               | 最佳編舞音樂錄影帶           | 〈我記得〉                                     | 提名 | [ 120 ]         |
| 2020 | Premios Quiero               | 最佳女歌手音樂錄影帶         | 〈聽〉                                         | 提名 | [ 120 ]         |
| 2020 | Premios Quiero               | 最佳流行音樂錄影帶           | 〈不要再給我打電話〉                           | 提名 | [ 120 ]         |
| 2020 | Heat Latin Music Awards      | 最佳南方藝人                 | 她本人                                         | 提名 | [ 121 ]         |
| 2020 | BreakTudo Awards             | 最熱門拉丁單曲               | 〈聽〉                                         | 提名 | [ 120 ]         |
| 2020 | BreakTudo Awards             | 最受歡迎的拉丁藝人           | 她本人                                         | 獲獎 | [ 120 ]         |
| 2021 | MTV千禧年獎                  | 最佳阿根廷藝人               | 她本人                                         | 獲獎 | [ 122 ]         |
| 2021 | Gardel Awards                | 最佳流行專輯                 | 《蒂尼蒂尼蒂尼》                               | 待定 |                 |
| 2021 | Gardel Awards                | 最佳都市/陷阱歌曲與專輯      | 《High （Remix）》 (與瑪麗亞·貝塞拉和靛藍蘿拉) | 待定 |                 |
| 2021 | Gardel Awards                | 年度歌曲                     | 〈她說〉                                       | 待定 |                 |
| 2021 | Gardel Awards                | 年度合作歌曲                 | 〈馬德里之吻〉 (與亞雷漢德羅·桑斯)             | 待定 |                 |